# Servtrans

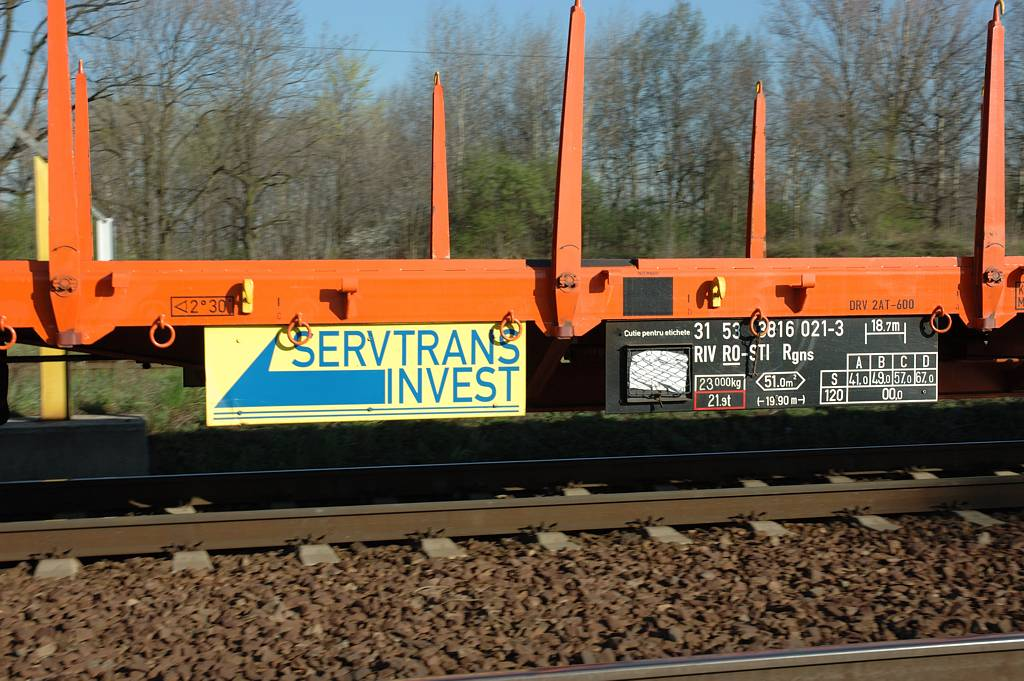

Servtrans Invest este o companie care derulează în principal activități de transport feroviar de marfă și alte activități conexe, dar și transport de călători.
A fost înființată în anul 2002.
International Railway Systems (deținut de omul de afaceri Cristian Burci) deține 95,23% din acțiunile Servtrans.
Grupul, cu sediul central în Luxemburg, produce vagoane de marfă, boghiuri și piese forjate pentru industria feroviară din Europa și are trei divizii, respectiv producție de vagoane, managementul flotei de transport și construcții navale.
Număr de angajați în 2005: 650
Cifra de afaceri:
- 2008: 183,5 milioane lei[3]
- 2007: 44 milioane euro[4]

## Prezentare generală
În prezent Servtrans își desfășoară activitatea pe circa 98% din Sistemul de Transport Feroviar Român.
În anul 2005 a transportat în jur de 6% din totalul transportului de marfă transportată pe Calea Ferată Română.
Servtrans Invest are acorduri încheiate cu operatori de transport din Ungaria, Serbia, Bulgaria și Ucraina.

## Controverse
În anul 2007, Direcția Națională Anticorupție a acuzat companiile Servtrans și Carpat Cargo, ambele controlate de Cristian Burci, de căpușarea companiei CFR, în perioada 17.07.2000 - 21.10.2003, când Mihai Necolaiciuc era directorul CFR.
Conform informațiilor procurorilor, Necolaiciuc ar fi traficat bani și active în folosul grupului format din Servtrans Invest și Carpat Cargo.
Acțiunea ar fi prejudiciat bugetul SNCFR cu peste 1.700 de miliarde de lei vechi.